# Cereus repandus
Cereus repandus, sinònim: Cereus peruvianus, és un gran cactus columnar erecte i espinós que és originari d'Amèrica del sud i també de les illes holandeses del Carib.)
Sovint té l'aparença similar a la d'un arbre. És de creixement ràpid i pot créixer entre 30 a 60 cm cada any. Les seves arèoles són rodones, de color marró i separades les unes de les altres 2 cm. Les espines són rígides i mesuren entre 0,5 a 1 cm. Les arèoles de més amunt de la planta tenen més espines i són més llargues.
Pot arribar a fer 10 m d'alt i 10-20 cm de diàmetre. Les flors són blanques i poden fer fins a 16 cm de llargada. Floreix a partir dels 5-6 anys de vida de la planta Les flors s'obren de nit, cada flor només s'obre una vegada, i es tanquen de dia El fruit és semblant a la "pitaia". Té la polpa blanca, té llavors comestible i no té espines.
Cereus repandus es cultiva com planta ornamental i també té certa importància culinària fins i tot, localment, s'utilitza la seva tija en la construcció.
Aquesta espècie cactàcia i l'euforbiàcia Euphorbia virosa són un exemple de convergència evolutiva morfològica.

## Cultiu
Cal regar la planta abundosament en època del seu creixement, i molt poc en període de repòs. Pot tolerar cert grau de fred i alguns graus per sota de zero, si el sòl és sec. Les plantes joves necessiten ombra però per les adultes cal el ple sol.
Es multiplica per llavors o esqueix.

## Ús
Aquesta planta necessita poca aigua i s'estudia la producció del fruit com aliment en els països que tenen el clima favorable. La polpa, com les llavors, és comestible, poc saborosa però d'una textura interessant.

## Imatges

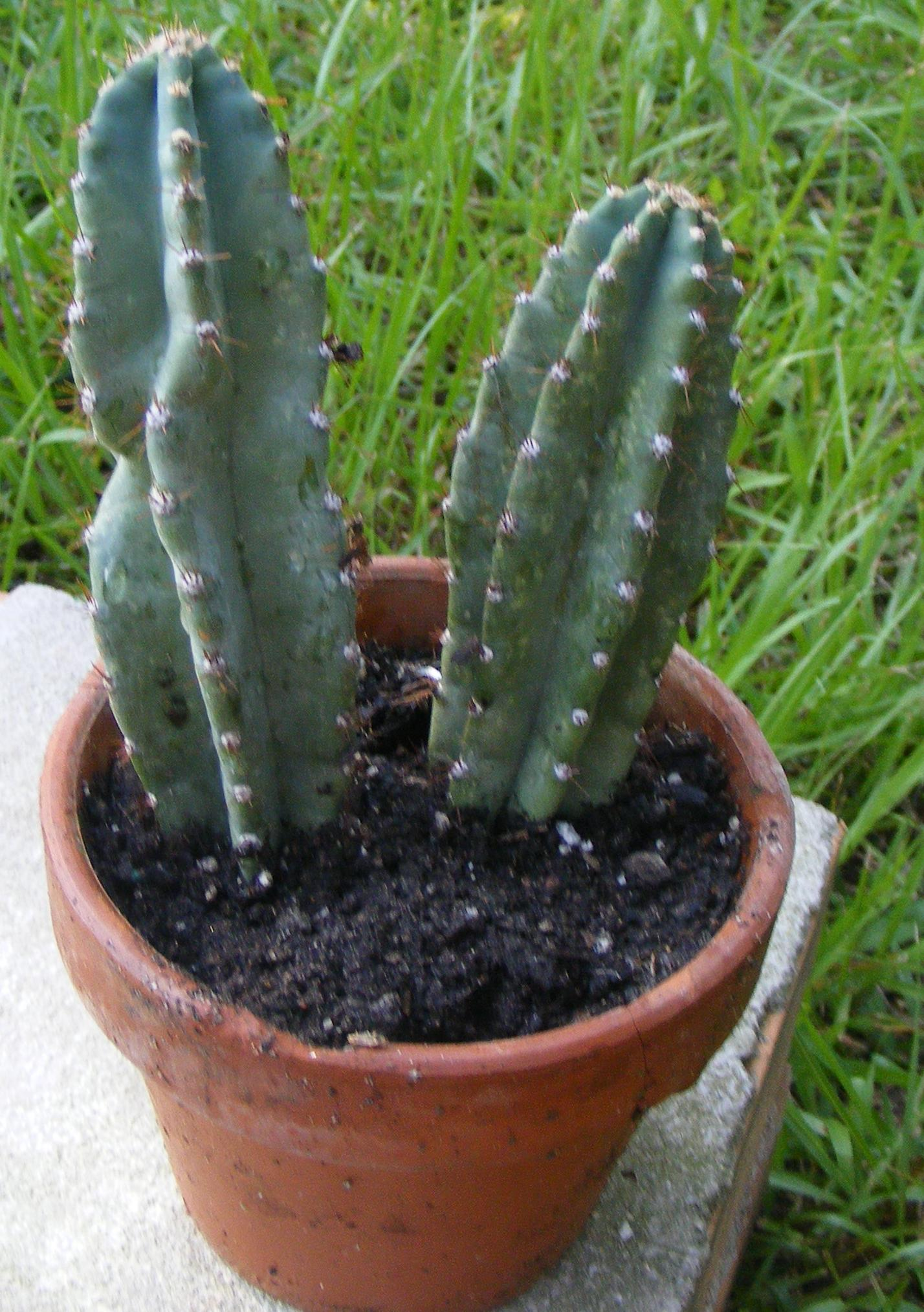
Petites seccions de Cereus peruvianus
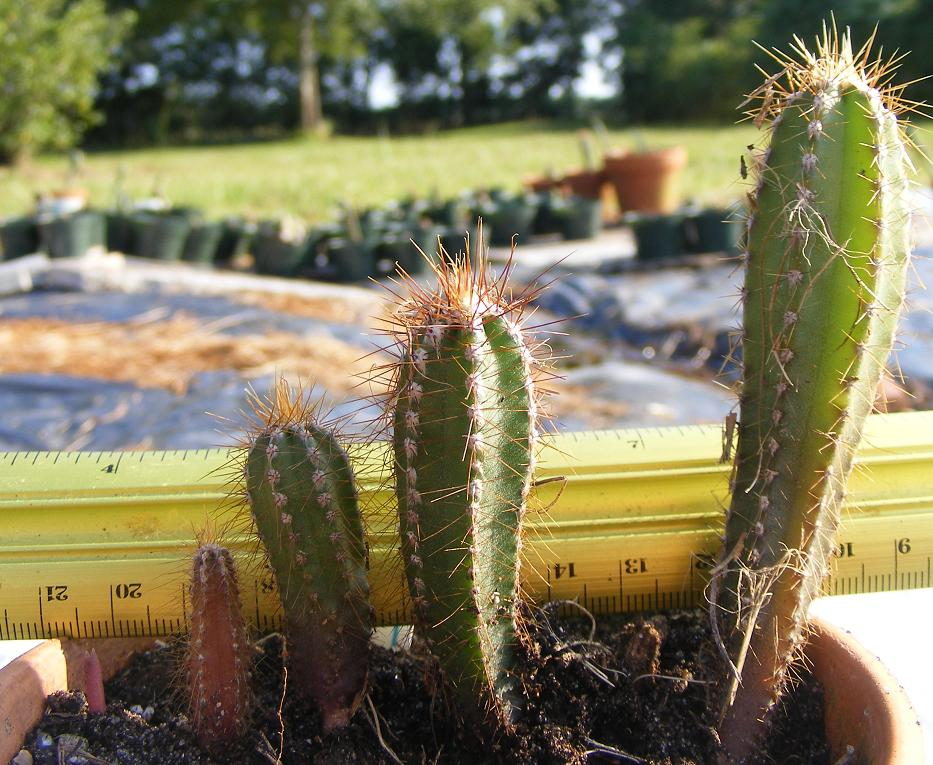
Cereus peruvianus, progrés de creixement
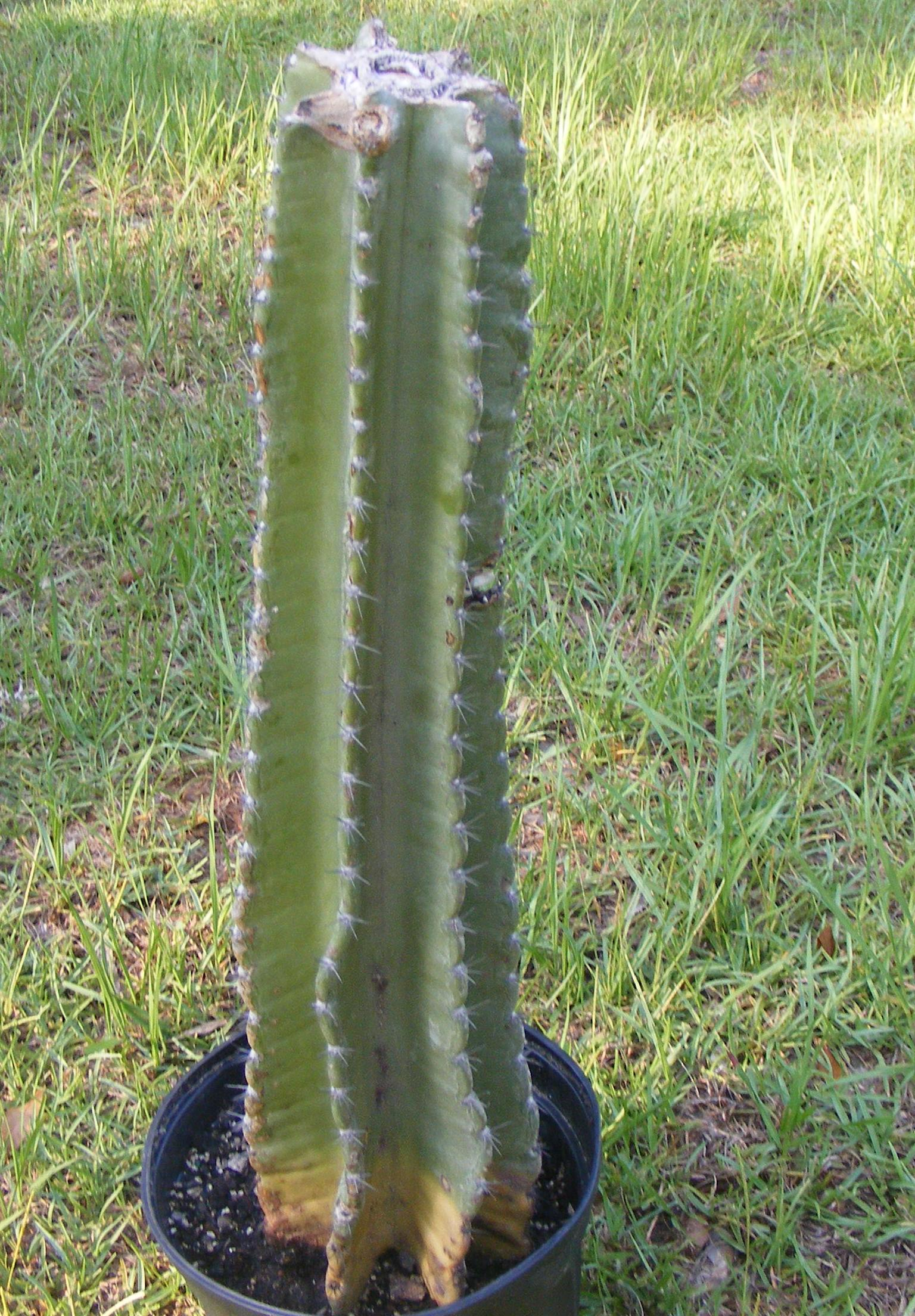
Cereus peruvianus, cantonades
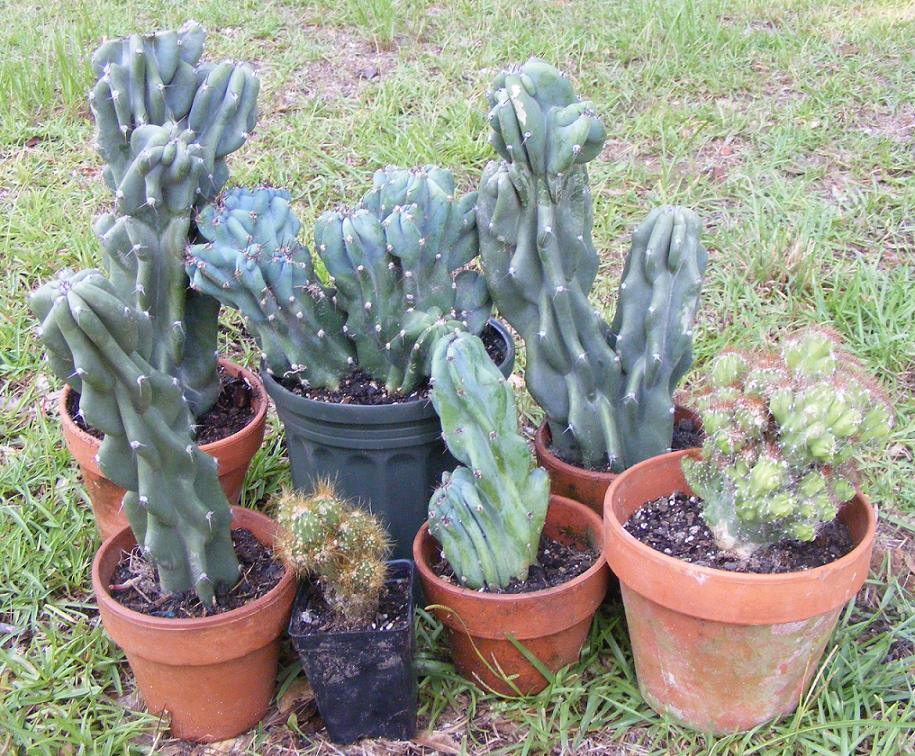
Cereus peruvianus var. monstrose
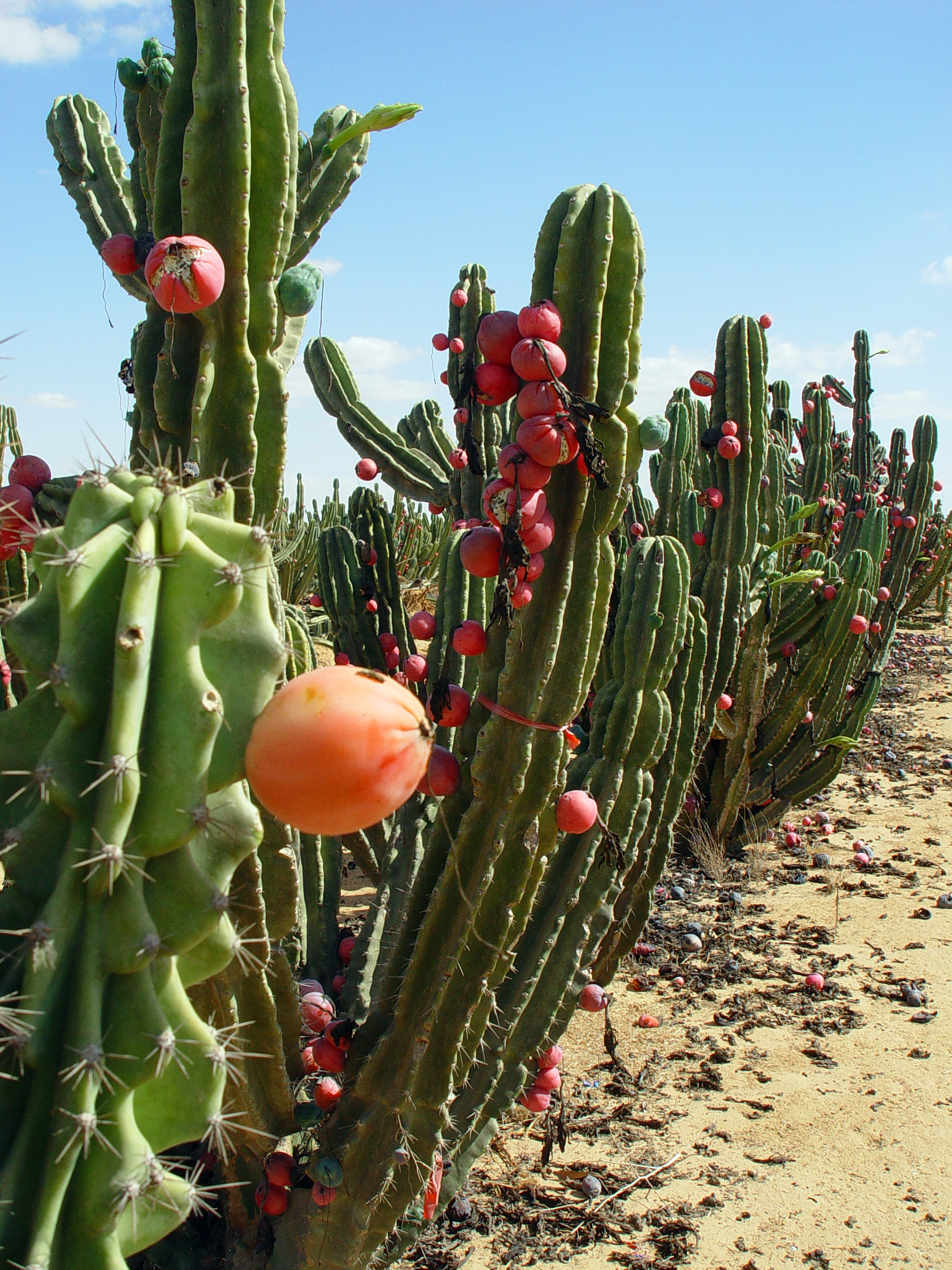
Cereus repandus a Sde Nitzan (Israel)